# William Wadsworth
William Ridout Wadsworth (ur. 17 grudnia 1875 w Toronto, zm. 29 sierpnia 1971 tamże) – kanadyjski wioślarz, srebrny medalista olimpijski.
Wystąpił na igrzyskach olimpijskich w Saint Louis w 1904 roku, gdzie kanadyjska osada Toronto Argonauts w składzie: Arthur Bailey, John Rice, George Reiffenstein, Philip Boyd, George Strange, William Wadsworth, Donald MacKenzie, Joseph Wright i Thomas Loudon zdobyła srebrny medal w ósemkach. Do złotych medalistów, Amerykanów z Vesper Boat Club, Kanadyjczycy stracili trzy długości łódki. Startowały tylko dwie drużyny. Był to jego jedyny start olimpijski.
Ukończył studia na University of Toronto w 1896 roku, a trzy lata później ukończył prawo na Osgoode Hall Law School w Toronto. Do śmierci był aktywny zawodowo jako prawnik.